# 阿毘曇心論
《阿毘曇心論》，佛教論書，為尊者法勝（Dharmaśreṣṭhin）所造，屬說一切有部。改編自《甘露味論》，擷取《大毘婆沙論》的精要，以頌偈體寫成，是論藏中最早使用頌偈體的著作。後世《雜阿毘曇心論》與《俱舍論》皆受其啟發。

## 概論
法勝，梵文名達磨尸梨帝，為吐火羅縛蠋國（今阿富汗巴尔赫）人。相傳他是佛滅後八百年的人，在《大毘婆沙論》造出之後的百年。嘉祥吉藏記載他與龍樹弟子提婆同一時代

## 漢譯本
現存漢譯本《阿毘曇心論》四卷，為晉太元十六年由罽賓沙門僧伽提婆在廬山為慧遠譯出，比丘道慈筆受。據「鼻奈耶序」和《出三藏記集》「阿毘曇心序第十」，鳩摩羅跋提曾譯此經，名為《阿毘曇抄》，但其人不善晉語，其譯本遂隱而不傳。
後有優婆扇多為阿毘曇心註釋，是為《阿毘曇心論經》六卷。《歷代三寶紀》，題為「法勝阿毘曇七卷」，河清二年烏場國三藏那連提耶舍（Narendrayaśas）於鄴城天平寺出此釋，達摩闍那（Dharmajñāna，法智）擔任傳語。

## 現代考證
《阿毘曇心論》與《大毘婆沙論》之間的關係，在現代佛教研究者間有所爭議。
木村泰賢認為《阿毘曇心論》作於《大毘婆沙論》之後，是《大毘婆沙論》的精華概要。山田龍城於《大乘佛教成立論序說》中主張，阿毘曇心論的年代早於《大毘婆沙論》。福原亮嚴《有部阿毗達磨論書的發達》則同意山田龍城的看法，認為阿毘曇心論早於大毘婆沙論。
印順法師認為，阿毘曇心論以《甘露味論》為藍本所做，時間晚於《大毘婆沙論》。